# Glochidion anfractuosum
Glochidion anfractuosum là một loài thực vật có hoa trong họ Diệp hạ châu. Loài này được Gibbs mô tả khoa học đầu tiên năm 1909.